# Eduard von Hartmann
Karl Robert Eduard von Hartmann (Berlino, 23 febbraio 1842 – Berlino, 5 giugno 1906) è stato un filosofo tedesco noto soprattutto per la sua dottrina sul pessimismo.

## Biografia
Nel saggio Mein Entwickelungsgang (1875) lo stesso Hartmann ci dà notizie della sua vita, mentre altre ci arrivano da un'opera della figlia dalle quali risulta che il filosofo nasce a Berlino nella famiglia di un capitano di artiglieria. Frequenta, sebbene non l'ami, con brillanti risultati la scuola e si appassiona soprattutto alla matematica e alla fisica; legge con interesse Platone, Hegel, Schopenhauer e le opere dei romantici. 
Prende lezioni di pittura e pianoforte. Nel 1858 lascia la scuola per la carriera militare ma è poco amato dai commilitoni. Nel 1861 una contusione al ginocchio e l'insorgere di reumatismi gli impediscono di camminare e perciò deve abbandonare la carriera militare e da quel momento trascorrerà la sua vita ritirato in casa sdraiato su un divano. Cerca di produrre opere di pittura e musica ma con scarsi risultati ed allora si dedica alla filosofia pubblicando nel 1869 con gran successo la Philosophie des Unbewussten (Filosofia dell'inconscio) che gli procura tre offerte per una cattedra universitaria da parte del Ministero prussiano, dell'università di Lipsia e di quella di Gottinga. 
Hartmann le rifiuterà adducendo motivi di salute ma più probabilmente per mantenere la sua indipendenza. L'essersi estraniato però dal mondo accademico lo esporrà costantemente alle critiche di dilettantismo da parte dei filosofi professionisti. Col passare degli anni Hartmann perderà la notorietà procuratagli dall'interesse che il pubblico aveva mostrato per la sua dottrina che sarà ancora seguita solo da Eugène Carrière, Georg Lasson e Johannes Immanuel Volkelt. 
Hartmann continuerà a comporre numerose opere e la sua vita, libera da affanni economici, non presenta elementi di rilievo salvo due matrimoni il primo dei quali contrae nel 1871 con Agnes Taubert che pubblicherà alcuni scritti dove prenderà le difese del marito protagonista delle polemiche nate sul pessimismo. La Taubert morirà nel 1877 lasciando una figlia a Hartmann che si risposerà l'anno successivo con Alma Lorenz che gli darà un figlio e tre figlie. Il filosofo si ritirerà in un sobborgo di Berlino dove morirà ignorato da tutti nel 1906.
Eduard von Hartmann fece parte della Massoneria.

## Pensiero
La sua opera principale, Filosofia dell'inconscio. Risultati speculativi secondo il metodo induttivo delle scienze naturali, si presenta come una sintesi critica di Schopenhauer, Hegel e Schelling. Essa è strutturata in tre parti: nella prima si sostiene che i fenomeni naturali che riguardano gli esseri viventi non possono essere spiegati ricorrendo a cause meccaniche ma finalistiche che dimostrano l'esistenza di cause psichiche o "spirituali", come le definisce Hartmann. Come Schopenhauer egli crede ad un mondo psichico riducibile nei termini di volontà e rappresentazione, un'attività psichica questa che, mancando la coscienza, va pensata come inconscia . Esiste infatti un'attività spirituale inconscia dietro o al di sotto della coscienza stessa. Nella terza parte intitolata Metafisica dell'inconscio l'inconscio è visto come il principio unico di tutta la realtà che, se concepita in termini di essere, procura un sentimento pessimista radicale per cui è preferibile rivolgersi eudemonologicamente alla concezione come non-essere del mondo il quale, come dimostra la sua stessa storia, si dirige verso il suo annichilimento.

## Opere
- Eduard von Hartmann, Philosophie des Unbewussten - La filosofia dell'inconscio, 1869 (compendio in italiano a cura di Francesco Bonatelli, Roma, Tipografia dell'Opinione, 1876).
- Eduard von Hartmann, Le illusioni del genere umano, curatore Giuseppe Invernizzi, Editore La Scuola di Pitagora, 2006.
- Eduard von Hartmann, La filosofia positiva di Schelling come unità di Hegel e Schopenhauer, Editore Accademia University Press, 2012.
- Eduard von Hartmann, La filosofia dell'inconscio. Edizione integrale, curatore Vincenzo Pinto, Okas Editore, 2023-2024.